# Carte du Ciel
Carte du Ciel (od fr. za 'Nebeska karta') bio je međunarodni projekt mapiranja položaja milijuna zvijezda, proveden u suradnji 18 obzervatorija diljem svijeta. Projekt je započeo 1887. godine na poticaj Pariške zvjezdarnice. Napušten je 1970. godine, uglavnom zbog toga što je podcijenjena količina vremena potrebna za dovršenje projekta. Ciljevi su bili djelomično postignuti.
Projekt je doveo do osnuća Međunarodne astronomske unije, koja ga je putem zasebne komisije i predvodila sve do obustavka. Podatci prikupljeni tijekom projekta uporabljeni su u nekoliko suvremenijih projekata (poput katalogizacije misije Hipparcos). Kraljevski obzervatorij u Belgiji pokrenuo je digitalizaciju fotografija nastalih radom Carte du Ciel.
U postupku su sudjelovale i četiri katoličke redovnice koje su pomogle u katalogiziranju oko 500 000 zvijezda za Vatikansku zvjezdarnicu. Godine 2024. objavljeno je kako su četiri novootkrivena asteroida nazvana po njima.

### Mrežna sjedišta
- Quiñones, Kate. 4. listopada 2024. Asteroids named for four religious sisters who mapped half a million stars (engleski)